# Calçoene
Calçoene è un comune del Brasile nello Stato dell'Amapá, parte della mesoregione di Norte do Amapá e della microregione di Oiapoque.
Nelle vicinanze si trova un sito archeologico con megaliti, simile a Stonehenge.
Il territorio del municipio è parzialmente compreso nel parco nazionale di Capo Orange e ne costituisce il più facile punto di accesso.